# David Keirsey
David Keirsey va ser un psicòleg estatunidenc autor d'un test de personalitat per determinar com és un individu basant-se en quatre temperaments bàsics (derivats de la teoria dels humors clàssica) i setze tipologies. Aquest test es basa en la percepció de comportaments recurrents i s'ha relacionat amb la teoria de les intel·ligències múltiples. Ha estat fortament influït pels treballs d'Isabel Myers. Darrerament l'estudiós s'ha distingit per la seva lluita contra l'excessiva medicalització dels infants diagnosticats amb trastorn per dèficit d'atenció amb hiperactivitat.

Els quatre temperaments bàsics (idealista, racional, guardià i artesà) suggerits per Plató es poden dividir cadascun en dos rols diferenciats i en dos subvariants segons la persona tendeixi a ser concreta o amb preferència per l'abstracció, cooperativa o pràctica, directiva o no i amb tendència a l'extraversió. El resultat de combinar tots els factors dona setze tipus bàsics de personalitat que simbolitza amb metàfores professionals.
Dins el temperament idealista, es troben els mentors (mestres i consellers) o els mediadors (líders carismàtics o sanadors). Entre els racionals estan els coordinadors (líders de camp o estrategs a l'ombra) i els constructors (inventors i arquitectes). Les persones que es defineixen com a guardianes poden ser administradores (supervisores i certificadores) o bé conservadores (proveïdores i protectores). Per acabar, dins el temperament artesà hi ha individus més operatius (promotors i destres) o de l'àmbit de l'entreteniment (actors o compositors).